# Tabubil
Tabubil ist eine Stadt im North Fly District (Papua-Neuguinea). Mit 13.500 Einwohnern ist sie knapp vor der Provinzhauptstadt Daru die größte Siedlung der Western Province.
Das im Zentrum der Insel Neuguinea etwa 20 km östlich der Grenze zum indonesischen Teil der Insel gelegene Tabubil ist als Bergbaustadt eine Planstadt im Urwald, die von Bergbaugesellschaften für das nahegelegene Gold- und Kupferbergwerk Ok Tedi der Ok Tedi Mining Limited angelegt wurde.
Die Jahresniederschlagsmenge in Tabubil beträgt im Durchschnitt 8000 mm.